# Torna (Fluss)
Torna ist ein Bach im Komitat Veszprém im westlichen Teil Ungarns. Seine Quelle befindet sich in der Nähe der Gemeinde Csehbánya. Er fließt zunächst in südwestlicher Richtung durch die Gemeinde Városlőd bis zur Stadt Ajka, von dort weiter in westlicher Richtung durch die Gemeinden Kolontár, Devecser, Somlóvásárhely, Tüskevár, Apácatorna und Kisberzseny und mündet bei Karakó in den Fluss Marcal.

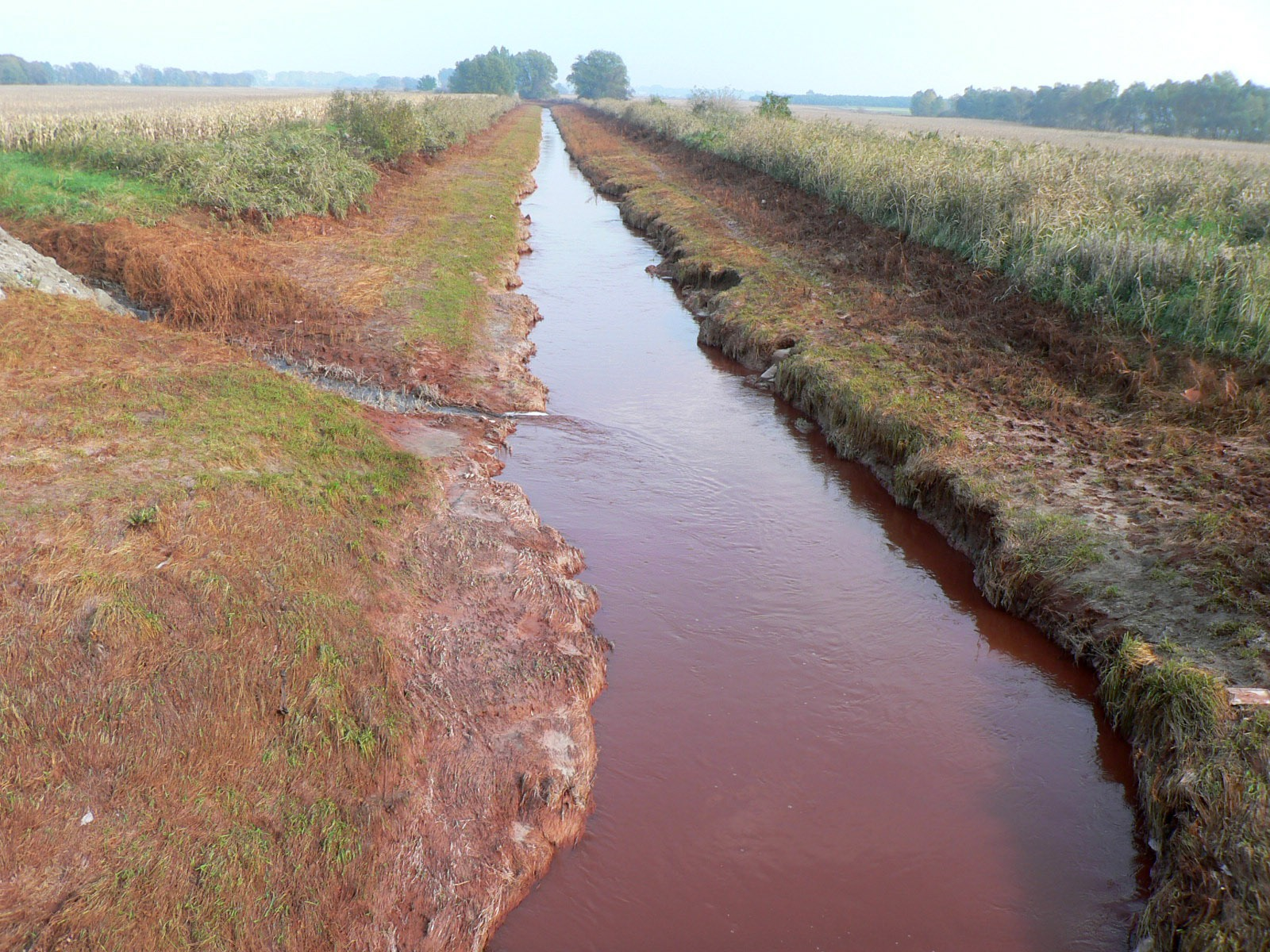
Torna bei Somlóvásárhely im Oktober 2010 nach dem Kolontár-Dammbruch